# Plasticidade fenotípica
Plasticidade fenotípica consiste na capacidade dos organismos de alterar a sua fisiologia ou morfologia de acordo com as condições do ambiente. Também pode ser definida como “a habilidade de um genótipo de produzir mais de um fenótipo quando exposto a diferentes ambientes”. O termo plasticidade fenotípica abrange todos os tipos de mudanças induzidas pelo ambiente, sejam elas morfológicas, fisiológicas, comportamentais e fenológicas. Essas transformações podem ou não ser permanentes no ciclo de vida do indivíduo. Originalmente, o termo cunhado para a descrição de efeitos do desenvolvimento sobre caracteres morfológicos, mas hoje é mais usado de forma mais ampla, descrevendo todas as mudanças fenotípicas em resposta à mudança ambiental, como a aclimatação e o aprendizado.

## Consequências Evolutivas
É bom notar que a plasticidade fenotípica é uma propriedade morfo-fisiológica fundamentada em um próprio conjuntos de genes, portanto é per se (teoricamente) selecionável pela seleção natural, a qual (no decorrer de gerações) pode tornar uma população mais ou menos capaz de apresentar a plasticidade fenotípica.
A habilidade de um organismo em monitorar e responder à mudança ambiental é crítica para a sobrevivência em habitats complexos. Nossos dois principais sistemas sensoriais, os sistemas nervoso e imune, nos permite regular desenvolvimentalmente nosso corpo em resposta aos estímulos ambientais.

### Plasticidade fenotípica e uma menor taxa evolutiva
O efeito (hipotético) da plasticidade fenotípica é que duas populações clonais (geneticamente idênticas) expostas cada uma à diferentes desafios ambientais, apresentam respostas (no decorrer das gerações) diferentes entre si a fim de sobreviver e se perpetuar em ambos os ambientes.
Essa igualdade na capacidade de lidar com os diferentes desafios é resultado, portanto, de um mesmo conjunto de genes (já que as populações originais são geneticamente iguais), e assim, os efeitos seletivos dos desafios ambientais são amortecidos, resultando (teoricamente) numa menor taxa evolutiva (considere que ambos os ambientes acabam por selecionar o mesmo conjunto de genes), e um único e homogêneo conjunto de genes. Em uma situação inversa, onde as populações clonais não apresentam nenhuma plasticidade fenotípica, cada ambiente selecionaria um conjunto particular de genes para lidar com seus desafios particulares, criando dois conjuntos diferentes de genes a partir de um conjunto inicial. Outro dado ligado a esta hipótese é a consistente ligação entre taxas evolutivas lentas e um nicho amplo ou generalista. Como a plasticidade evolutiva amplia o nicho dos indivíduos e populações, ela acabaria diminuindo a taxa evolutiva de seus portadores.

### Plasticidade fenotípica e uma maior taxa evolutiva
A plasticidade fenotípica já foi proposta como uma aceleradora de taxa evolutiva, já que permitiria que uma população mantivesse genótipos de reserva mesmo em contextos ambientais onde esses genótipos não seriam naturalmente selecionados. Numa eventual mudança de contexto ambiental, populações armazenassem fenótipos de reserva via plasticidade fenotípica teriam mais variação genética que outras, e portanto teria uma resposta evolutiva mais rápida à mudança ambiental.

### O efeito Baldwin e a plasticidade fenotípica
Outra forma de aumentar a taxa evolutiva via plasticidade fenotípica é o chamado “Efeito Baldwin”, uma hipótese normalmente usada para explicar a evolução do aprendizado (que é uma das manifestações da plasticidade fenotípica). O efeito Baldwin sugere que a habilidade de aprender novos comportamentos (ou de se aclimatar a um fator estressor nunca antes visto) de maneira antecipada ao surgimento de um problema ambiental  gera uma vantagem frente a outros organismos, e pode ser selecionada via seleção natural. Este processo normalmente é confundido com a evolução de Lammark, que dizia que os indivíduos herdavam as características adquiridas pelos pais, algo que não é abarcado pelo efeito Baldwin.O efeito Baldwin já foi proposto independentemente várias vezes, e hoje é aceito como fazendo parte da síntese evolutiva moderna, além de inclusive ser usado com bons resultados na programação evolutiva. Existem poucos resultados empíricos sobre o aumento da taxa evolutiva via efeito Baldwin, e a maior parte deles se encontram em estudos sobre a colonização de ilhas.

### Plasticidade fenotípipica e a evolução de características mal-adaptativas
Um fato curioso é que a plasticidade fenotípica pode levar ao surgimento das chamadas características mal-adaptativas, como no exemplos das lesmas Physella virgata, que na presença de seu predador apresentam menor crescimento uma concha mais rotunda. Essas características tornam o animal mais resistente à predação por peixes de um tipo específico. O problema é que mesmo que este predador não esteja no ambiente, as lesmas podem responder plasticamente, alterando sua concha e crescimento, e se tornando menos férteis, mais suscetíveis a doenças e à predação pro outros tipos de peixes. Dessa forma, a plasticidade fenotípica pode guiar uma população tanto ao aumento quanto ao decréscimo de fitness.

## Custos e limites da plasticidade fenotípica
A plasticidade fenotípica é um condição fisiológica, e como tal, está sujeita não apenas a trazer benefícios aos seus portadores, mas também custos e limites.
Os custos podem ir desde custos energéticos de manutenção e produção do fenótipo, ou muito mais além, já que para que o ser vivo precise de informação sobre seu ambiente para que a plasticidade fenotípica aconteça. O ser vivo gasta tempo e recursos na busca por informação ambiental, o que diminui sua sobrevivência e reprodução. Outro custo normalmente pago por conta da plasticidade fenotípica é a instabilidade de desenvolvimento, já que a imprecisão do fenótipo gerado pela plasticidade fenotípica pode resultar em menor fitness sobre regimes de seleção estabilizadora.Por fim, podemos citar alguns custos genéticos, já que genes que promovem a plasticidade podem estar em desequilíbrio de ligação com genes que conferem baixo fitness, ou que genes de plasticidade fenotípica podem ter efeitos pleiotrópicos ou epistáticos sobre outros genes, talvez reduzindo o fitness do indivíduo.
Além de custos, a plasticidade fenotípica apresenta vários limites. Um deles é o limite de confiabilidade de informações que o ser vivo consegue extrair do ambiente, de forma que indivíduos que lêem mal as pistas ambientais, ou que estão certos sobre um ambiente, que depois muda, têm seu fitness diminuído. Outro limitante é o atraso entre a mudança ambiental e o tempo de resposta do fenótipo. Além de tudo isso, um genótipo que não torna o fenótipo plástico pode ser simplesmente mais eficiente num determinado contexto ambiental, seja pelos custos já citados, ou por outra particularidade

## Principais tipos
A plasticidade fenotípica pode ser dividida em dois tipos principais: polifenismo e regras de reação.

### Polifenismo

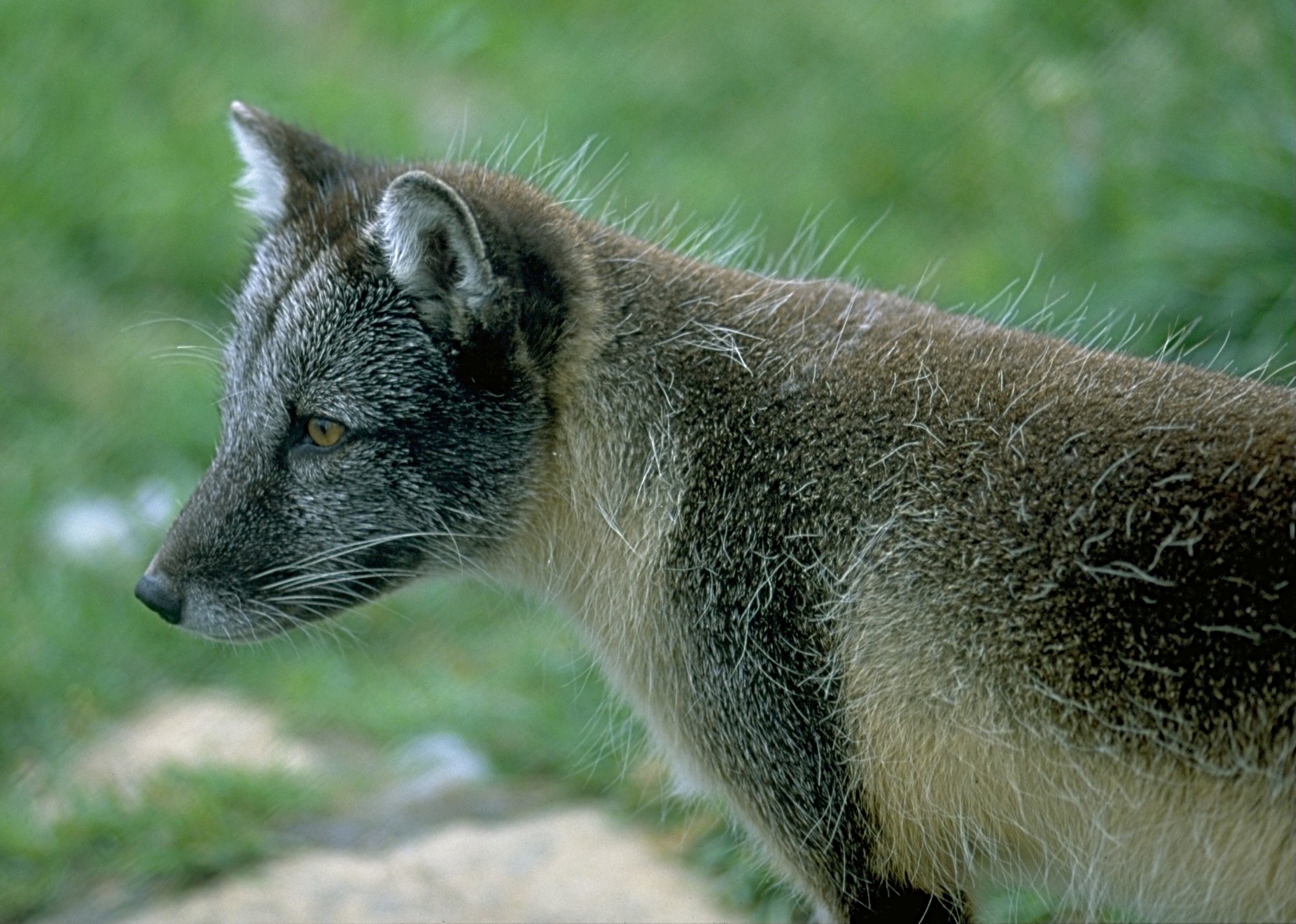
Raposa artica

Um bom exemplo para ilustrar tal fato é o dos gafanhotos migratórios, os quais existem em duas formas mutuamente exclusivas: a fase solitária de asas curtas e coloração uniforme e a fase gregária de asas longas e cores brilhantes. O meio ambiente, nesse caso principalmente a densidade populacional determina qual será a morfologia do jovem gafanhoto. De maneira análoga, as ninfas de gafanhotos de plantas podem desenvolverem-se de duas maneiras, dependendo das condições ambientais. Altas densidade populacionais e certas comunidades botânicas induzem a produção de insetos migratórios, onde o terceiro segmento torácico dá origem a uma grande asa posterior. Em contrapartida, densidade populacional baixa e outras plantas alimentícias levam ao desenvolvimento de sugadores de plantas, não voadores, onde o terceiro segmento torácico desenvolve-se em uma asa vestigial semelhante a um haltere. Outro exemplo clássico do polifenismo é a mudança sazonal da coloração do pêlo de animais árticos.
Apesar do polifenismo sazonal ser geralmente considerado como adaptativo, existem certas ocasiões que não há aumento da aptidão do organismo. Por exemplo, o fotoperíodo pode fazer com que o pêlo da lebre mude de marrom para branco, mas se não houver neve, a lebre ficara conspícua em um segundo plano escuro.

### Norma de reação
Em alguns casos, o genoma codifica uma variedade potencial de fenótipos, e o ambiente seleciona aquele fenótipo que usualmente é o mais adaptativo. Por exemplo, exercício intenso e constante pode fazer com que os músculos aumentem de tamanho; mas existe um limite geneticamente definido que determina o quanto a hipertrofia é possível. Analogamente, o micro-habitat de uma salamandra jovem pode causar sua mudança de cor (novamente, dentro de limites geneticamente definidos). Essa variação contínua de fenótipos expressos por um único genótipo através de uma série de condições ambientais é chamada de norma de reação . A norma de reação é, portanto, uma propriedade do genoma e pode também ser selecionada. É de se esperar que diferentes genótipos sejam diferentes na direção e quantidade de plasticidade que serão capazes de expressar. A extensão pela qual normas de reação podem ser herdadas fornece a base para a evolução da plasticidade fenotípica.

## Outros exemplos
Um exemplo dramático de polifenismo ocorre na mariposa Nemoria arizonaria. Essa mariposa tem um ciclo vital bastante típico. Os ovos eclodem na primavera, e as lagartas se alimentam das flores jovens do carvalho (amentos). Essas larvas sofrem metamorfose no final da primavera, se acasalam no verão, e produzem outra prole de lagartas nos carvalhos. Essas lagartas comem as folhas do carvalho, sofrem metamorfose e se acasalam. Seus ovos hibernam para novamente começar o ciclo na próxima primavera. O que é surpreendente é que as lagartas que eclodem na primavera em nada se parecem com seus descendentes que eclodem no verão. As lagartas que eclodem na primavera e se alimentam de amentos são castanho-amareladas, rugosas e pontilhadas parecendo um amento. Elas estão magnificamente camufladas contra predadores. E as lagartas que eclodem no verão, quando os amentos já não existem? Elas também estão bem camufladas parecendo ramos de carvalhos de um ano de idade. Como isso é controlado? Fazendo experimentos de alimentação recíproca, conseguiu transformar as formas de primavera em formas de verão, alimentando-as com folhas de carvalho. O experimento recíproco não transformou as formas de verão em lagartas semelhantes aos amentos. Parece, portanto, que a forma do amento é o estado normal (“default state”) e alguma coisa induz a morfologia semelhante aos ramos do carvalho. Essa substância é provavelmente um tanino que é concentrado nas folhas de carvalho durante sua maturação.

Outro exemplo de polifenismo sazonal é a borboleta do mapa Europeu, Araschnia levana, que tem dois fenótipos tão diferentes que foram classificados por Linnaeus como duas espécies diferentes. A forma da primavera é cor de laranja brilhante com manchas pretas, enquanto a forma do verão é quase toda preta com uma banda branca. A mudança das formas da primavera para as do verão é controlada tanto por mudanças no fotoperíodo como da temperatura durante o período larval. Esses fatores regulam a liberação de ecdisona, que inicia as últimas mudas metamórficas. Quando pupas em diapausa são injetadas com 20-hidroxiecdisona de modo a recomeçar o desenvolvimento dentro de 3 dias após a pupação, a forma que emerge é a do verão. Se a injeção for feita 10 dias após a pupação, são produzidas as formas da primavera. 

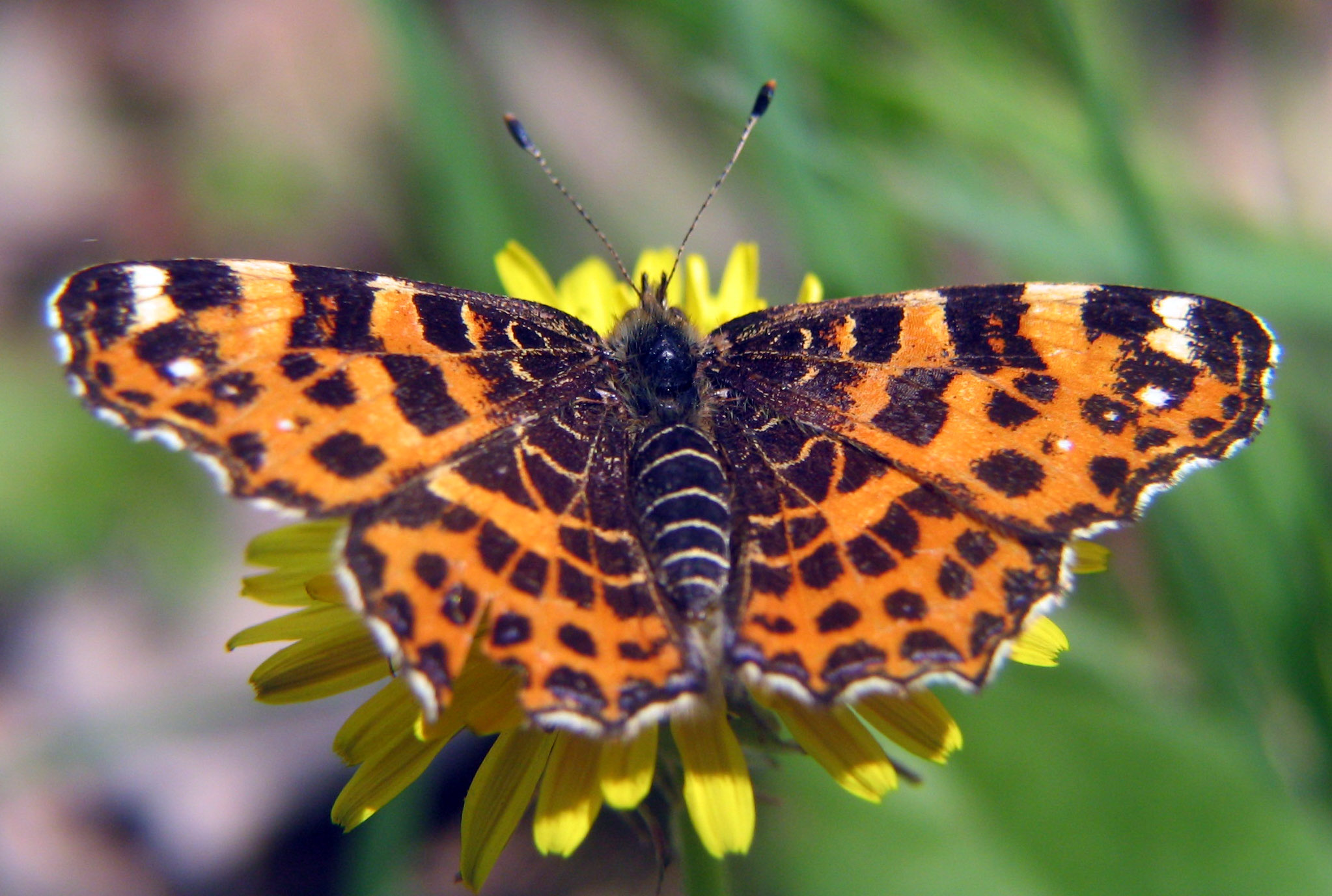
Borboleta Araschnia levana

Em quase toda a área do Hemisfério Norte, pode-se verificar o polifenismo nas borboletas Colias e Pieris (repolhos brancos e sulfurosas) entre aquelas que eclodem durante os longos dias do verão e aquelas que eclodem no fim da estação, nos dias curtos do outono. O pigmento da asa posterior nas formas de dia curto é mais escuro do que nas borboletas de dia longo. Isso tem uma vantagem funcional durante os meses mais frios do outono; as borboletas mais escuras de dia curto usam seus pigmentos para se aquecer entre os voos. Os pigmentos mais escuros absorvem a luz mais eficientemente, aumentando a temperatura do corpo mais depressa do que os pigmentos mais claros.
Nas zonas tropicais do mundo, freqüentemente existem estações secas e chuvosas. Na África, a borboleta do Malawi Bicyclus anynana tem um polifenismo que é adaptivo às mudanças sazonais. A forma da estação fria e seca é crítica, parecendo as folhas mortas de cor castanha do seu habitat. A forma da estação quente e chuvosa é mais ativa, e ela tem manchas em forma de olhos (ocelos) nas asas posteriores ventrais que desviam ataques de aves predadoras e lagartos. O fator determinante parece ser a temperatura durante a pupação. Baixas temperaturas produzem a forma da estação seca; altas temperaturas, a forma da estação chuvosa. O desenvolvimento das manchas em forma de ocelos nas borboletas começa nos estágios larvais tardios, quando a transcrição do gene Distal-less está restrita a um pequeno foco que se tornará o centro de cada ocelo. Durante a fase precoce do estágio pupal, a expressão de Distal-less é vista em uma área maior, e considera-se que esse é o sinal ativador que determina o tamanho da mancha. Finalmente, as células recebendo o sinal determinam a cor que elas terão. As formas sazonais de Bicyclus parecem divergir nos estágios mais adiantados da ativação de sinais e diferenciação de cor.
Nem todo polifenismo é controlado pelas estações. Nas abelhas, o tamanho da larva fêmea na muda pupal determina se o indivíduo será uma operária ou uma rainha. A larva que é alimentada com “geléia real”, rica em nutrientes, retém a atividade da sua corpora allata durante o estágio do último instar. O hormônio juvenil secretado por esses órgãos atrasa a pupação, fazendo com que a abelha emergente seja maior e (em algumas espécies) mais especializada em sua anatomia. Os níveis de hormônio juvenil em larvas destina das a se tornar rainha é 25 vezes maior que o título das destinadas a serem operárias, e a aplicação desse hormônio em larvas operárias pode transformá-las em rainhas.
Analogamente, colônias de formigas são predominantemente fêmeas, e essas podem ser extremamente polimórficas. Os dois tipos principais de fêmeas são a operária e a gine. A gine é uma rainha em potencial. Em espécies mais especializadas, também se observa uma operária maior, o soldado. Na Pheidole bicarinata, essas castas são determinadas pelos níveis de hormônio juvenil nas larvas em desenvolvimento. Larvas recebendo alimento rico em proteínas têm um título elevado de hormônio juvenil que causa uma abrupta mudança no desenvolvimento que “reprograma” o tamanho no qual as larvas iniciarão a metamorfose. Isso causa uma grande e descontínua diferença de tamanho entre as castas de soldados e operárias, com a cabeça e as mandíbulas crescendo mais rapidamente do que o resto do corpo. Essa reprogramação também envolve mudanças na atividade gênica, pois as proteínas cuticulares das operárias e dos soldados são diferentes.

Em espécies diferentes, a determinação de casta pode ser ambiental, hormonal ou a combinação de ambos. Na maioria das espécies, larvas de formigas são bipotenciais até perto da pupação. Na Myrmica rubra, somente larvas que hibernam permanecem bipotenciais. Após o inverno, a rainha estimula os operários a subalimentar as larvas do último instar. Isso significa que enquanto houver uma rainha, não poderão resultar outras. Se as larvas são alimentadas, elas podem se tornar gines. Portanto, as larvas permanecem bipotenciais até bem tarde no seu último instar. Em outras espécies como a Pheidole pallidula, a rainha controla a formação de gines através de substâncias químicas que agem durante a embriogênese, de modo a não se formarem novas rainhas. Entretanto, as operárias permanecem bipotenciais e podem se tornar majoritárias ou minoritárias, dependendo da nutrição.

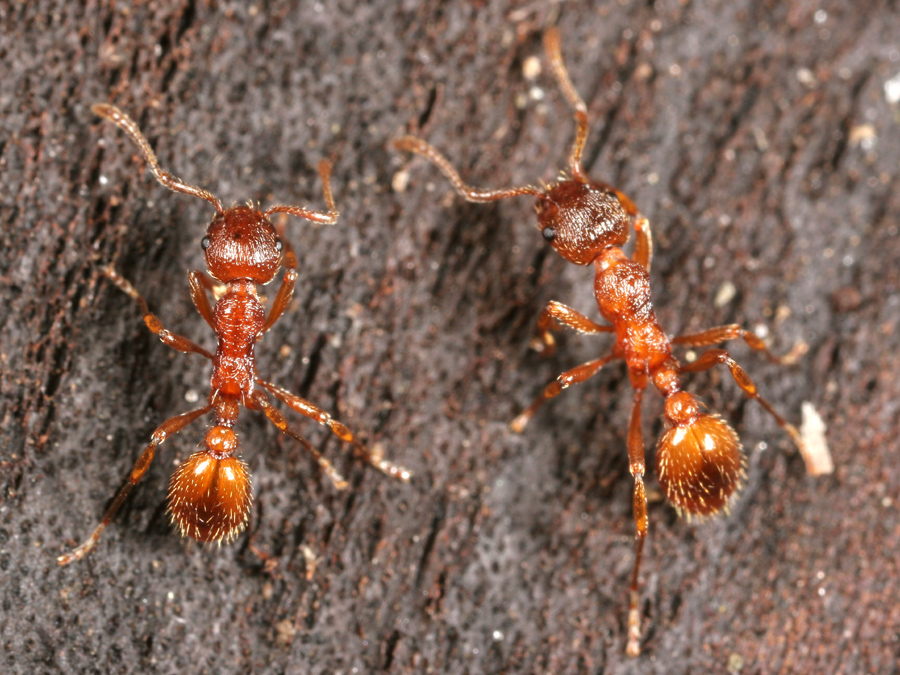
Formiga operária da espécie Myrmica rubra

Quanto a defesas induzíveis contra a predação, Alguns embriões são protegidos das condições ambientais por materiais secretados dentro do ovo ou ao seu redor. Em outros casos, o ambiente induz uma via específica de desenvolvimento em lugar da via normal. Na lagarta Nemoria, a dieta altera o fenótipo e protege o indivíduo da predação. Alguns animais levaram isso um passo a frente: O desenvolvimento de um jovem é modificado por substâncias liberadas pelo próprio predador, permitindo aos jovens escapar desses mesmos predadores. Isso é algumas vezes chamado de defesa induzida pelo predador (ou polifenismo induzido pelo predador).
Para demonstrar defesa induzida pelo predador, deve-se demonstrar que a mudança fenotípica é causada pelo predador (geralmente por substâncias solúveis liberadas pelo predador) e que a modificação fenotípica aumenta a aptidão de seus portadores quando o predador está presente. Por exemplo, várias espécies de Daphnia e rotíferos alterarão sua morfologia quando desenvolvidos em águas onde seus predadores foram cultivados. O rotífero predatório Asplanchna libera na água um composto solúvel que induz os ovos de uma espécie de presa, Keratella slacki, a se desenvolver em indivíduos com um corpo ligeiramente maior, mas com espinhas anteriores 130% mais longas do que seria o normal. Essas modificações as torna mais difíceis de serem devoradas. O caracol Thais lamellosa desenvolve uma concha mais grossa e um “dente” na sua abertura quando exposto ao efluente das espécies de caranguejo que são seus predadores. Em uma população mista, os caranguejos não atacam os caracóis mais espessos até que mais de 50% dos normais tenham sido devorados.

O sapo pé de espada (spadefoot toad), Scaphiopus couchii, tem um ciclo de vida extraordinário. Os sapos terminam a hibernação com o barulho do trovão que acompanha as primeiras tempestades da primavera no deserto de Sonoran. (Infelizmente, motocicletas produzem o mesmo som, fazendo com que esses sapos saiam da hibernação e morram no escaldante sol do Arizona.) Os sapos se reproduzem nas lagoas temporárias formadas pelas chuvas, e os embriões se desenvolvem rapidamente em larvas. Após a metamorfose das larvas, os novos sapos retornam ao deserto, se afundando na areia até que as tempestades do ano seguinte os tragam para fora. As lagoas do deserto são poças efêmeras e tanto podem secar rapidamente como persistir por algum tempo, dependendo da profundidade inicial e a freqüência das chuvas. Poderia se considerar que existem somente dois cenários alternativos confrontando o embrião do sapo: ou (1) a lagoa persiste até que ele sofra a metamorfose e ele vive, ou (2) a lagoa seca antes da metamorfose e ele morre. 

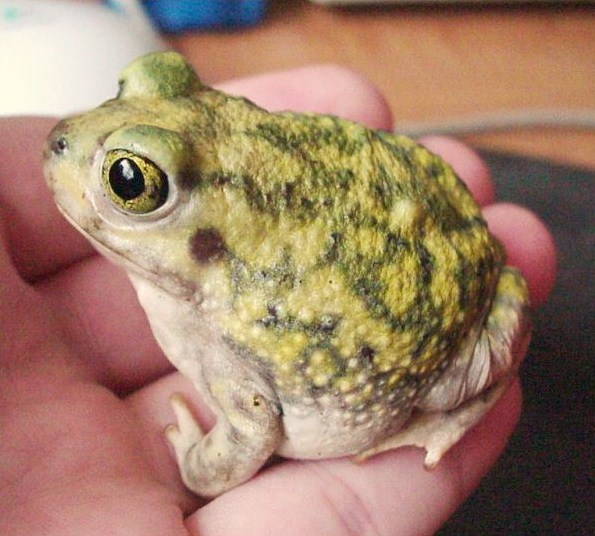
pé de espada (spadefoot toad), Scaphiopus couchii

Esses sapos (e numerosos outros anfíbios), entretanto, desenvolveram uma terceira alternativa. A época da metamorfose é controlada pela lagoa. Se essa não seca, o desenvolvimento continua em uma velocidade normal, e os girinos se alimentando de algas finalmente se transformam em sapos pé de espada juvenis. Entretanto, se a lagoa está secando, se cria uma superpopulação e alguns dos girinos embarcam em uma via alternativa de desenvolvimento. Eles desenvolvem uma boca mais larga e necessitam de músculos mais fortes nas mandíbulas que os permita comer, entre outras coisas, outros girinos de Scaphiopus. Esses girinos carnívoros sofrem uma rápida metamorfose, ainda que em uma versão menor do sapo pé de espada juvenil. Mas eles sobrevivem, enquanto que os outros girinos Scaphiopus morrem ou por dessecação ou ingeridos por seus companheiros de lagoa.
Essa plasticidade fenotípica é vista também em larvas de equinodermos. Quando o alimento está escasso, os membros ciliados da larva pluteus crescem mais longos e aumenta a habilidade da larva em obter alimento. Mas isso é feito com um custo para o rudimento do adulto que cresce dentro da larva, e leva mais tempo para essas plutei de membros longos (mesmo que elas possam adquirir alimento) sofrerem metamorfose.
Outro exemplo de polifenismo é o sistema imune dos mamíferos que é um mecanismo incrivelmente elaborado para detectar e destruir materiais estranhos ao corpo. Quando somos expostos a uma molécula estranha (chamada antígeno), nós produzimos anticorpos e os secretamos no soro sangüíneo. Os anticorpos combinam com os antígenos inativando-os ou eliminando-os. Além do mais,quando substâncias psicoativas chegam ao sistema nervoso central, em seres humanos, podem ser registrados os mais diversos tipos de comportamento e atividade cerebral, o que indica plasticidade fenotípica.
O desenvolvimento em animais é muito influenciado pelas condições ambientais impostas a esses. Por exemplo, uma criança de seis anos que viveu há 8000 anos apresenta um tamanho consideravelmente menor que uma outra que vive nos tempos atuais. Nos dias de hoje existe médicos que cuidam de sua saúde, com vacinas e remédios (quando for o caso), sem contar na maior abundância de alimentos.
Um outro exemplo peculiar é o de Acyrthosiphon pisum, um representante da família dos pulgões, que apresenta a habilidade de alternar entre reprodução assexual e sexual, assim como o crescimento de asas, ao longo das gerações quando as plantas na determinada localidade se tornam superpopulosas.
Em Rhodinus prolixus, um inseto hematófago, as fêmeas em idade reprodutiva produzem novas gerações de ovos todas as vezes que sugam sangue. Este server a dois fins. Primeiramente, as proteínas contém os aminoácidos necessários para a síntese de vitelogenina. Além disso, o estiramento físico do abdômen pelo sangue dispara o estímulo endócrino que ativa a secreção do hormônio juvenil pela corpora allata. Este estimula a síntese de vitelogenina no ovário e no corpo gorduroso. Neste caso, também vemos o papel do meio ambiente regulando o desenvolvimento e reprodução.
A plasticidade fenotípica confere ao indivíduo a habilidade para responder às diferentes condições ambientais. Diferentes fenótipos se adaptam melhor em diferentes ambientes. No sapo pé de espada, a forma de rápido desenvolvimento é mais adequada para lagoas que secam rapidamente, mas os sapos de desenvolvimento lento (os quais se desenvolvem em sapos maiores, e mais robustos) são mais adequados para condições com mais água. Existe um custo nessa plasticidade fenotípica, mas é assegurado que sempre alguns animais sobreviverão em cada condição.
A serpente Notechis scutatus apresenta plasticidade em relação ao tamanho de seu crânio. Juvenis tratados com alimentos maiores tendem a desenvolver mandíbulas mais compridas do que aqueles tratados com alimentos menores, e essa capacidade plástica é maior em populações mais jovens, com menor tempo desde o estabelecimento em determinado local, como uma ilha.

## Abordagem Botânica
Segundo Raven (2001), a capacidade o indivíduo de apresentar diferentes respostas ao ambiente pode ser ela própria um atributo desenvolvido. A plasticidade é maior em plantas do que em animais devido ao padrão de crescimento indeterminado que é característico delas e que pode ser mais facilmente modificado para produzir expressões marcadamente diferentes de um determinado genótipo. Outro fator que contribiu para a maior abundância de plasticidade fenotípica em plantas do que em animais é o fato delas não se locomoverem, ou locomoverem-se muito restritamente, de forma que elas não apresentam a capacidade que muitos animais tem de se mudar de um ambiente caso as condições ambientais não forem favoráveis forçando-as a se "adaptar" ou morrer.
As espécies que apresentam grande potencial para a plasticidade fenotípica em caracteres relacionados à sobrevivência possuem vantagens adaptativas em ambientes heterogêneos, instáveis ou de transição, já que as mudanças podem facilitar a exploração de novos nichos, ocasionando o aumento da tolerância ambiental.
Existem diversos exemplos que ilustram didaticamente a plasticidade fenotípica. Nas plantas o ambiente pode influenciar no tamanho e forma de folhas terrestres, também podem ser alocados nutrientes para as raízes em caso de stress hídrico. O potencial plástico também pode atuar na produção de defesas induzidas, morfológicas e químicas, contra o ataque de predadores.
A plasticidade fenotípica se torna muito importante na medida em que possibilita que, por exemplo, uma plantação possa resistir e se adaptar às mais variadas situações de stress ambiental, garantindo um aumento na produção além da sua sobrevivência em meio a mudanças climáticas globais. Da mesma forma, estudar plasticidade fenotipica se torna importante num mundo onde as mudanças climáticas podem facilitar invasões biológicas. Mudanças climáticas talvez criem ambientes com maior stress físico, favorecendo espécies que conseguirem manter seu fitness, habilidade esta que foi recentemente constatada como pertencente às plantas não invasoras. Uma revisão recente constatou que plantas invasoras costumam ter maior plasticidade fenotípica que plantas não invasoras, e surpreendentemente esse resultado não parece estar associado ao tipo de resposta fenotípica medida, ou do nível de proximidade filogenética das espécies. Apenas em alguns casos, por ter maior plasticidade, as plantas invasoras conseguem obter um maior fitness do que plantas não invasoras. Mesmo assim, as plantas não invasoras parecem apresentar respostas fenotípicas maiores quando os recursos ambientais escasseiam.
Uma boa referência para os que buscam conhecimento sobre evolução, na qual insere-se a ideia de plasticidade fenotípica, é o livro Evolução, escrito por Mark Ridley.